# Star Trek III
Star Trek III (engelska: Star Trek III: The Search for Spock) amerikansk science fiction-film som är den tredje Star Trek-långfilmen, och hade biopremiär i USA den 1 juni 1984.

## Handling
Historien tar vid direkt där Star Trek II: Khans vrede slutade med Spocks dödsscen. Rymdskeppet Enterprise och dess besättning återvänder till rymdbasen för några nödvändiga reparationer av skeppet. Där får de nyheten att Enterprise ska skrotas.
Samtidigt börjar Dr. McCoy bete sig konstigt och James T. Kirk blir tvungen att stjäla sitt gamla skepp och fly genom rymden till en enslig planet för att rädda en vän.

## Om filmen
- Till filmen skapades det fullt funktionella konstgjorda språket klingonska.

## Rollista
| Skådespelare      | Roll                                    |
| ----------------- | --------------------------------------- |
| William Shatner   | Adiral James T. Kirk                    |
| Leonard Nimoy     | Kapten Spock                            |
| DeForest Kelley   | Kommendörkapten (Dr.) Leonard McCoy     |
| James Doohan      | Kommendörkapten/Kapten Montgomery Scott |
| George Takei      | Kommendörkapten Hikaru Sulu             |
| Walter Koenig     | Kommendörkapten Pavel Chekov            |
| Nichelle Nichols  | Kommendörkapten Uhura                   |
| Grace Lee Whitney | Kommendörkapten Janice Rand             |
| Mark Lenard       | Ambassadör Sarek                        |
| Merritt Butrick   | Dr. David Marcus                        |
| Judith Anderson   | Översteprästinnan T'Lar                 |
| Robin Curtis      | Löjtnant Saavik                         |
| Christopher Lloyd | Klingon Befälhavare Kruge               |
| Robert Hooks      | Flottiljamiral Morrow                   |
| James B. Sikking  | Kapten Styles                           |
| Frank Welker      | Spock's screams (voice-over)            |

### Fotnoter
1. ↑  ”Star Trek III: The Search for Spock” (på engelska). Box Office Mojo. 1 juni 1984. http://www.boxofficemojo.com/movies/?id=startrek3.htm. Läst 7 september 2016.